# Octave
Octave is het 10e album van de Moody Blues en de 8e in de meest succesvolle formatie.

## Geschiedenis
In 1973 namen de moodies een tijdje vrijaf; het vele toeren en albums opnemen in de periode 1967-1972 ging hun in de benen zitten. Men begon met de aanzet tot een nieuwe elpee in de privé-studio van Pinder in de Verenigde Staten. Hayward voegde zich bij Pinder en men begon; toen ook Lodge zich bij hen voegde hield Pinder ermee op; hij had er geen zin meer in. Om stoom af te blazen begonnen de afzonderlijke leden (al dan niet met elkaar) soloalbums op te nemen. In 1977 vonden de heren het weer tijd worden voor een gezamenlijk album. Pinder was inmiddels definitief gevestigd in Californië en men begon daar opnieuw. Volgens een praatje op de uitgave van 2009 is daarom de track The day we meet again het eerste dat is opgenomen. Gedurende de opnamen ging het toch weer mis; Pinder hield er definitief mee op.

## Geluid
Door de opkomst van de synthesizers van betere kwaliteit hielden de Moodies de Mellotron en aanverwante apparatuur ingepakt. Dit heeft tot gevolg dat het album aanmerkelijk lichter klinkt dan de voorgangers. Een andere oorzaak daarvan is wellicht te halen uit het feit dat het album in het zonnige Californië werd opgenomen; de befaamde Record Plant-studios in plaats van in Engeland. Een derde reden is dat men voor het eerst sinds Days of Future Passed gebruikmaakte van een orkest in plaats van alles vol te spelen met synthesizers. Het geluid van het album lijkt een beetje op dat van Electric Light Orchestra.
Bij het beluisteren van het album lijkt het erop of een aantal tracks overgebleven zijn van de diverse soloalbums. Dat geldt met name voor tracks 2, 6, 7 en 8. De orkestraties van die liedjes zijn verzorgd door degenen die de orkestraties verzorgden voor de soloalbums.
De sabbatical had echter tot gevolg dat de heren weer aan elkaar moesten wennen. Het wordt algemeen gezien als het manco van dit album; het is een allegaartje geworden. Het album had voor wat betreft verkoop te lijden van het feit dat de muziekwereld in die 5 jaar grondig veranderd was; in Engeland was de punkbeweging op zijn top; Europa begon eraan te ruiken, maar in de Verenigde Staten was het nog niet zover; het album werd dan ook in Engeland en Europa matig ontvangen; in de V.S. bleven de Moody Blues populair. Aan de muziek van de soloalbums was al te horen welke richting de muziek van deze groep opging: minder zwaar op de hand.
Pinder ging dus niet meer mee op de promotietournee; hij werd vervangen door toetsenvirtuoos Patrick Moraz; uitgerekend geen Mellotronman.

### 2009
In 2009 verscheen de geremasterde versie van dit album met enige bonustrack aangegeven met [*].

## Musici
- Justin Hayward -zang,gitaar;
- John Lodge - zang, basgitaar;
- Ray Thomas - zang, fluit;
- Mike Pinder - zang, toetsen;
- Graeme Edge - zang, drums.

Met:
- R.A. Martin- saxofoon op Top rank suite en Driftwood
- Terry James- orkestratie Under Moonshine en I’m your man
- Jimmy Haskell – orkestratie Survival

## Composities
1. Steppin' in the slide zone (Lodge)(6:28);
2. Under moonshine (Thomas)(5:00);
3. Had to fall in love (Hayward) (3:38);
4. I'll be level with you (Edge)(3:47);
5. Driftwood (Hayward)(5:02);
6. Top rank suite (Hayward)(3;40);
7. I'm your man (Thomas)(4:20);
8. Survival (Lodge)(4:09);
9. One step into the light (Pinder)(4:26);
10. The day we meet again (Hayward)(6:18);
11. Steppin' in the slide zone (Lodge)(4:57);[*]
12. I’m your man (4:51)[*]
13. Top rank suite (4:28)[*]
14. Driftwood (5:02)[*]
15. The day we meet again (7:16) [**]

- [*] opgenomen 25 mei 1979 in Seattle The Coliseum
- [**] opgenomen 7 december 1978 in Houston (Texas) The Summit

## Varia
- Dat de heren in Europa uit de gratie waren bleek vooral bij recensies in b.v. Muziekkrant OOR; termen als "vreselijk ouderwets" en "uit de tijd" waren niet van de lucht;

vooral de liedjes van Ray Thomas moesten het daarbij ontgelden; hij was toch al de romanticus van de groep en slaat bij dit album een beetje door;
- Mike Pinder wordt in OOR's Pop-encyclopedie een godsdienstwaanzinnige genoemd; One step into the light was inderdaad hoog gegrepen (met dikgedrukte teksten etc.), maar Pinder was altijd al de filosoof van de groep;
- De Moody Blues hebben met een single van dit album gespeeld in het tv-programma Countdown van Veronica.

## Uitgaven
- De elpee kwam uit op Decca TXS 129.
- De eerste cd-versie kwam uit bij London Records; ook Decca 820329.
- de 2009-versie kwam uit op het eigen label van de Moodies Threshold Records 531279.

## Volgende albums
- Volgend album van Justin Hayward: Nightflight
- Volgend album van Mike Pinder: Among The Stars; dan ex-Moody Blues.